# Ala, Trentino
Ala là một đô thị tại tỉnh Trento (TN) trong vùng Trentino-Alto Adige/Südtirol. Tại thời điểm ngày 2001, đô thị này có dân số 7,350 người và diện tích là 119  km² (46 dặm vuông) km².